# Шонбурги
Шонбурги (нім. Schönburg) — рід німецьких баронів, які з кінця XII століття володіли замками та містечками в Саксонії, включаючи місто Глаухау з двома родовими замками. Належить за рангом до категорії медіатизованих німецьких можновладних родів.

## Історія
Германн I фон Шонбург, родоначальник можновладного роду, згадується в актах за 1161-1186 роки. Його нащадкам доводилося вести тривалі суперечки через феодальні права з іншими саксонськими можновладними сім'ями та з курфюрстом. Після того як володіння Шонбургів в XIII—XV ст. роздробилися між багатьма родовими лініями, вони в 1488 році знову були з'єднані Ернстом IV.
Ворожнеча Шонбургів з Веттінами особливо загострилася після того, як у 1700 році імператор Леопольд I Габсбург зарахував Шонбургов до кола імперських графів. Саксонський курфюрст відмовився визнати за Шонбургами нове звання і пов'язані з ним права. Угода відбулася лише в 1740 році: Шонбурги визнали територіальне верховенство курфюрста, а Саксонія — графську гідність Шонбургів.
Отто Карл фон Шонбург (1758-1800), зведений у 1790 році в гідність імперського князя, розділив володіння між синами, від яких походять дві князівські лінії — вальденбургська та гартенштайнська. На кілька гілок розпадається і графська гілка, яка відокремилася від княжої ще в XVI столітті й зберегла в своїх руках Глаухау з Вексельбургом. 

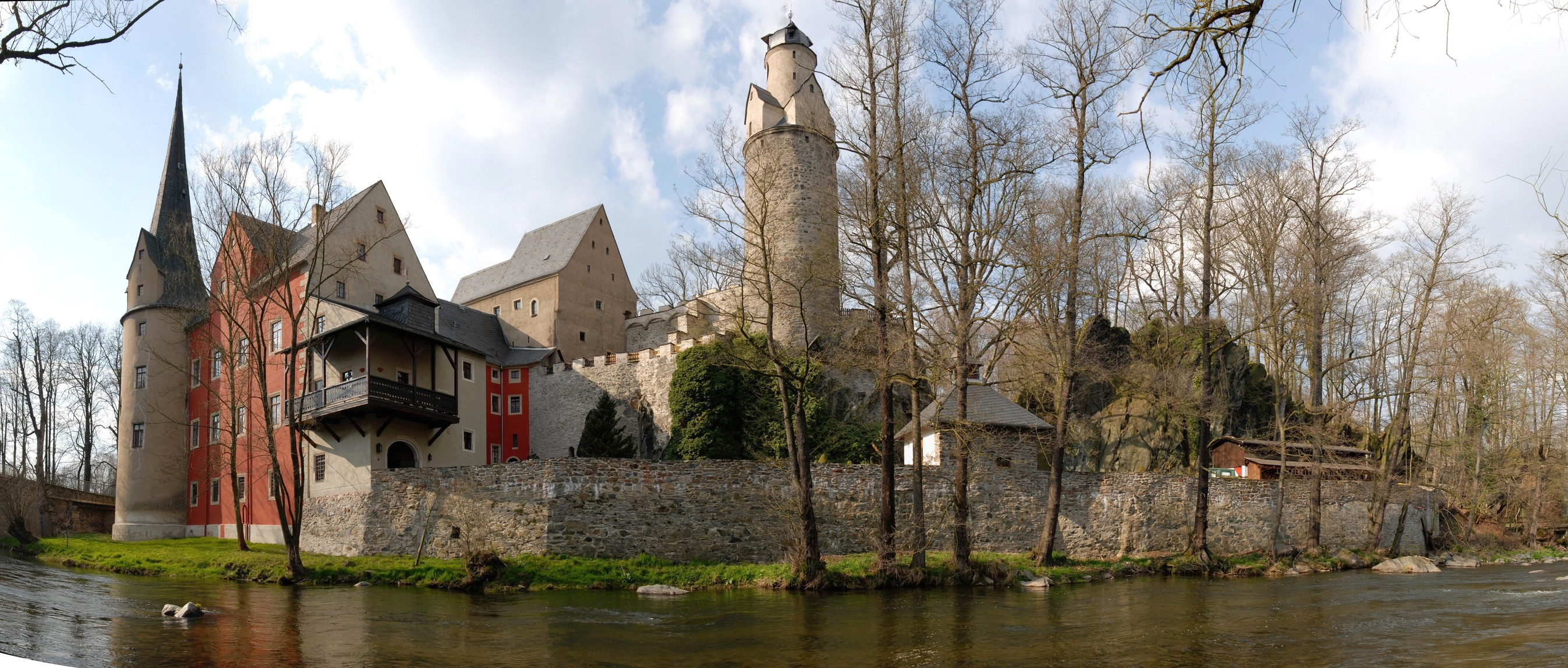
Замок Штайн в Гартенштайні

## Видатні діячі роду
За договором 1878 року, Шонбурги за винагороду в 1,5 млн марок поступилися правом  юрисдикції у своїх володіннях саксонському уряду. При цьому вони зберегли чільне місце у суспільному житті Саксонії й навіть у XX столітті дали ряд видатних діячів:
- Князь Алоїз фон Шонбург-Гартенштайн (1858-1944) — міністр оборони Австрії в березні-липні 1934 року.
- Принцеса Софія Шонбург-Вальденбургська (1885-1936) — дружина князя Вільгельма Албанського.
- Граф Йоахім фон Шонбург-Глаухау (1929-1998) — депутат бундестагу від Глаухау; одружений з правнучкою Іштвана Сечені.
- Граф Олександр фон Шонбург-Глаухау (нар. 1969) — німецький письменник і журналіст, син попереднього; з 1999 року одружений з Іриною Гессенською, троюрідною сестрою британського принца Вільяма.
- Графиня Глорія фон Шонбург (нар. 1960) — сестра попереднього, світська левиця 1980-х років, мати князя Альберта Турн-і-Таксиса.

## Резиденції Шонбургі

Резиденції Шонбургів
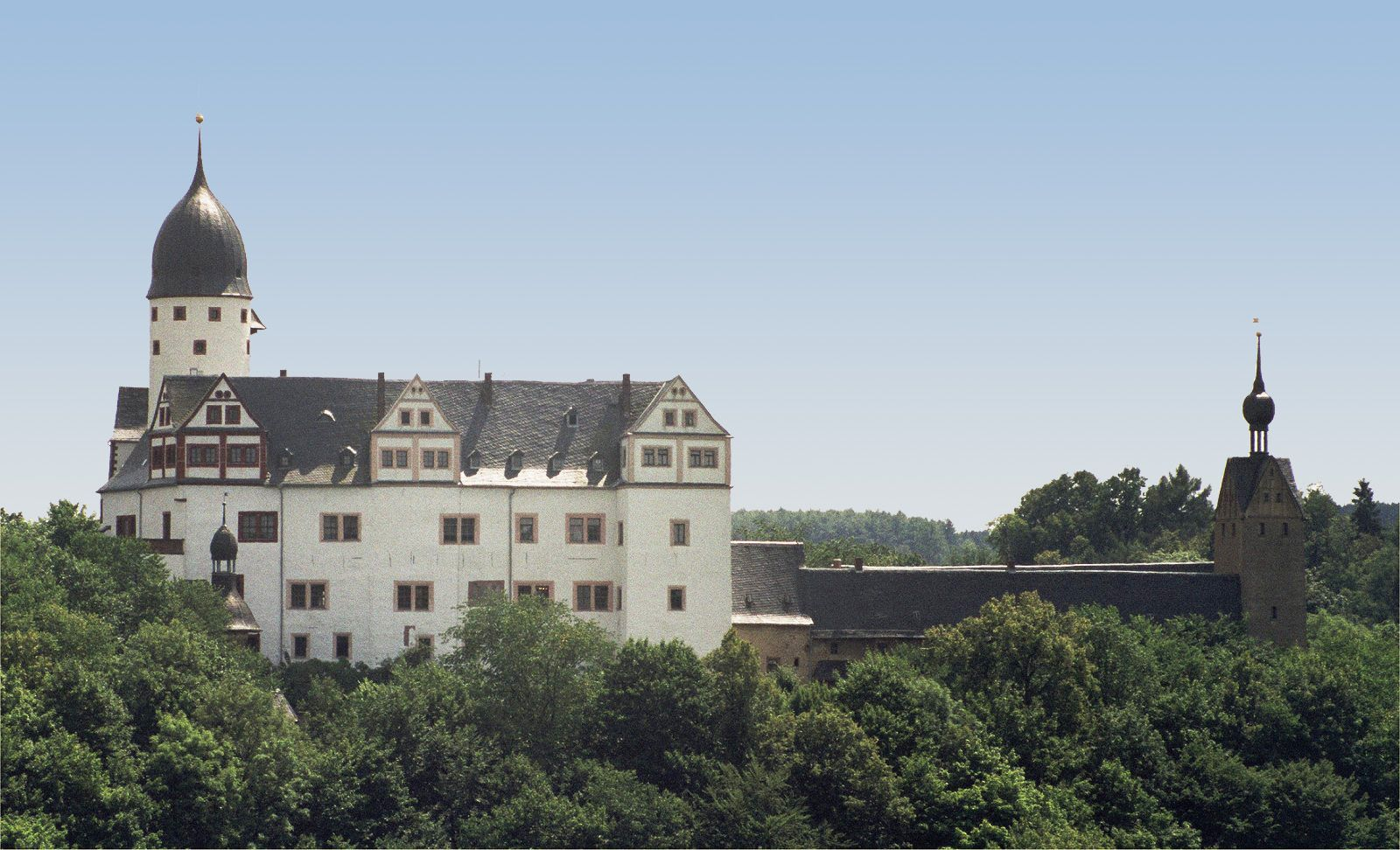
Замок Рохсбург
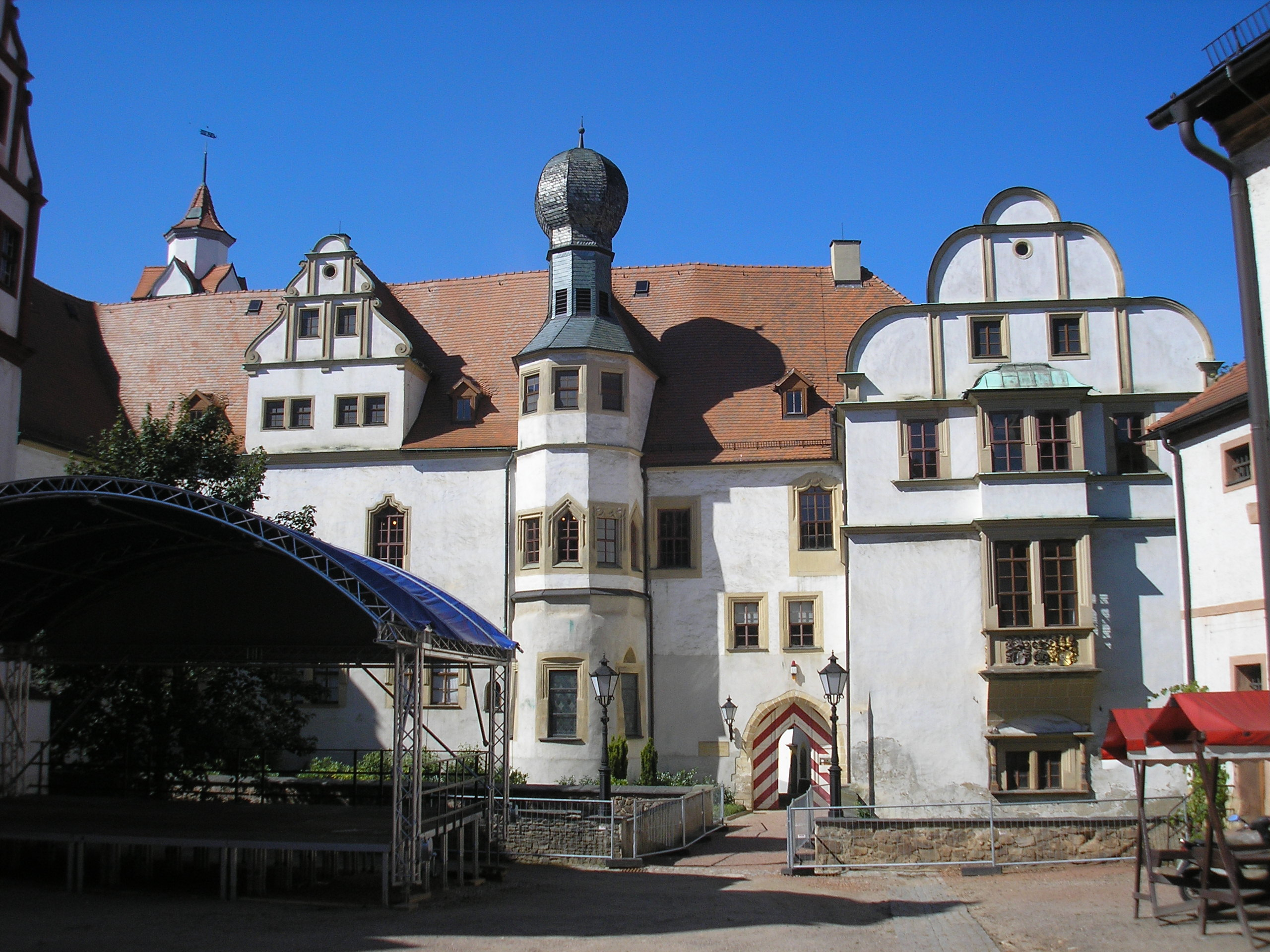
Замок Хінтерглаухау
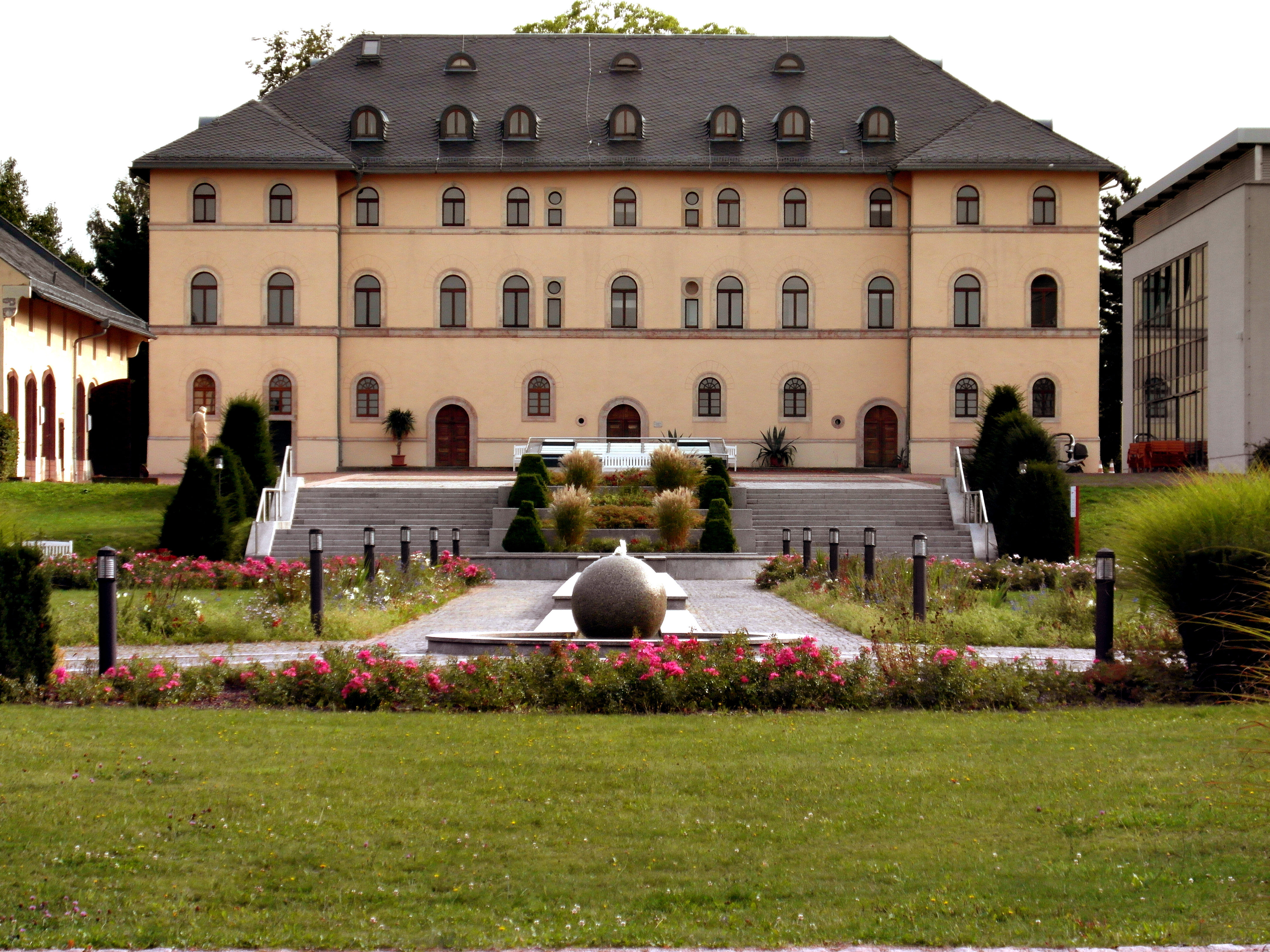
Резиденція в Ліхтенштайні
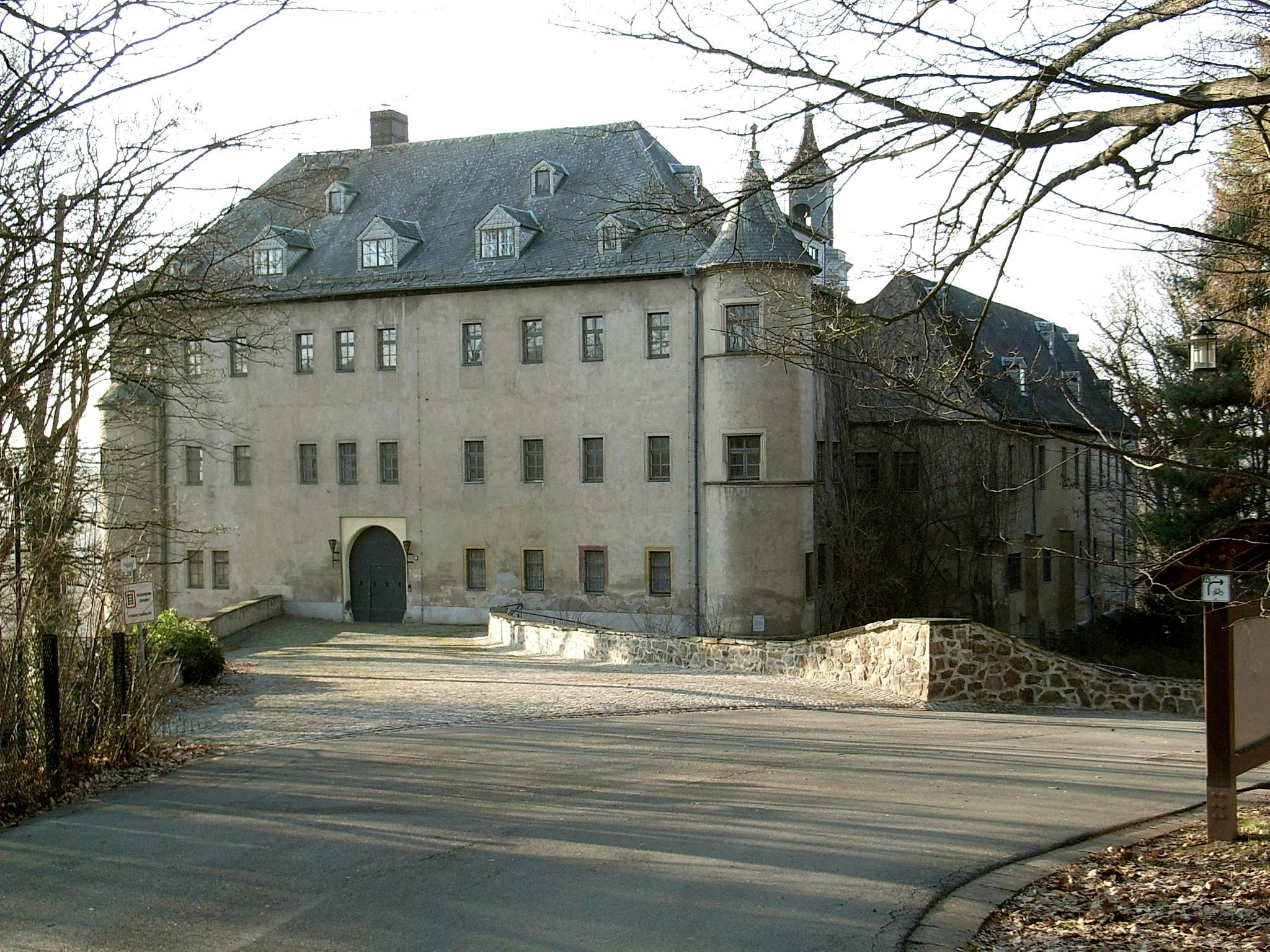
Замок Ліхтенштайн
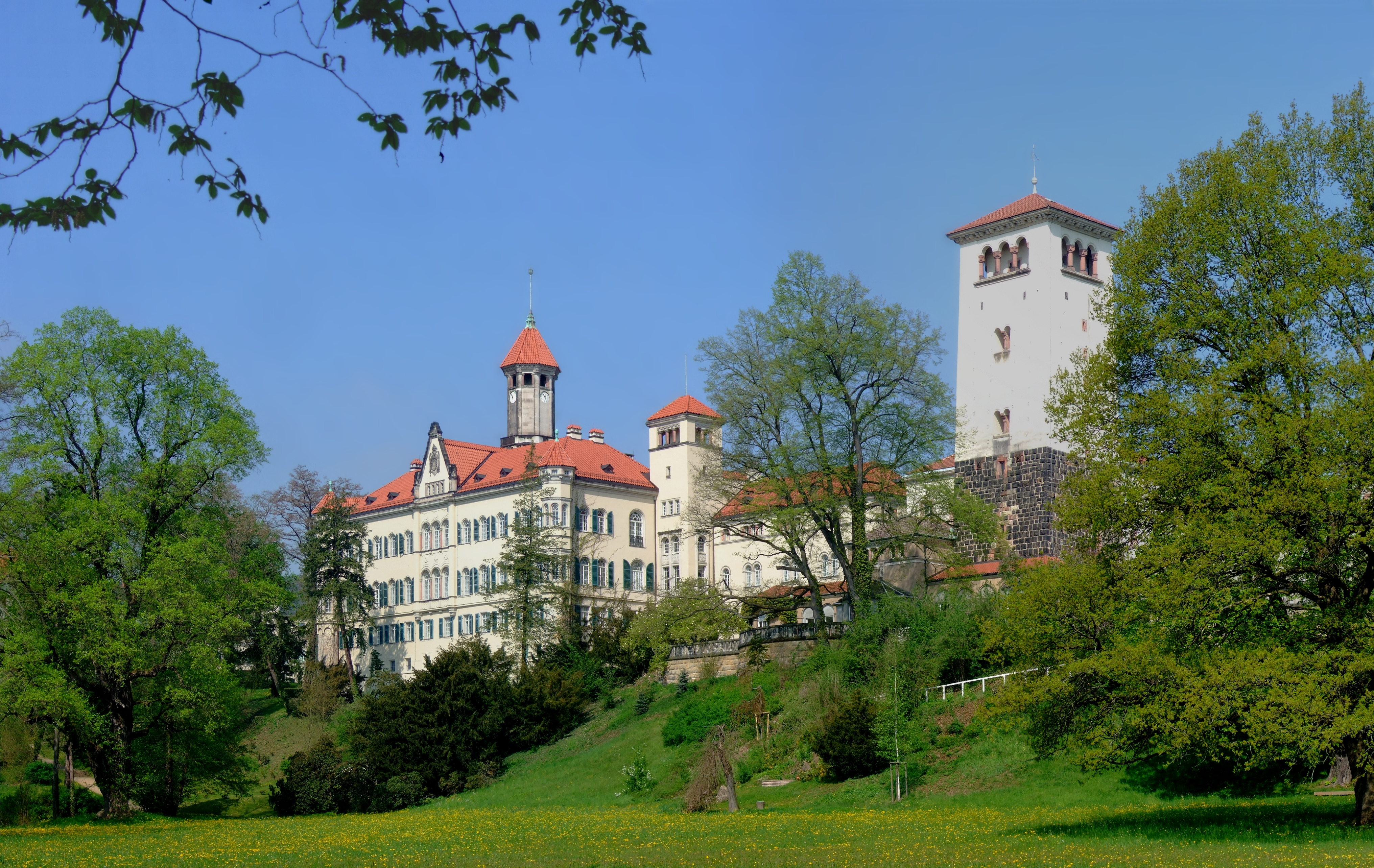
Замок Вальденбург